# کوله‌پشتی

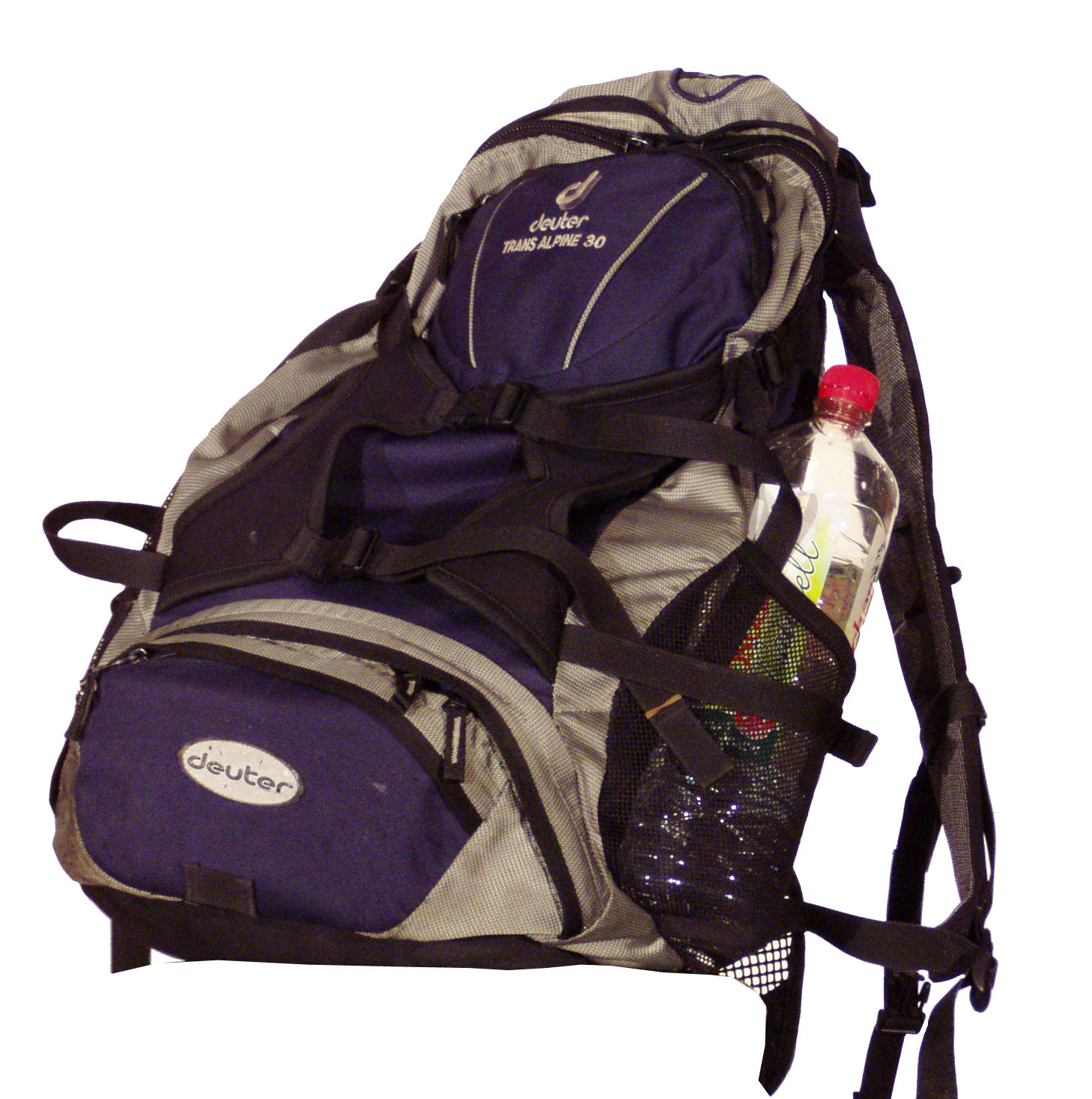
یک کوله‌پشتی

کوله‌پشتی، یا کیف کولی در شکل ساده‌اش، کوله‌ای پارچه‌ای است که بر پشت فرد حمل می‌شود و با دو بند که روی شانه‌ها قرار دارند نگه داشته می‌شود، هرچند ممکن است استثناهایی هم وجود داشته باشد. انواع سبک‌وزن کوله‌پشتی می‌توانند بر یک شانه انداخته شوند.
معمولاً برای حمل بارهای سنگین، به دلیل محدودیت توانایی در حمل وزن‌های سنگین با دست برای مدت طولانی، کوله‌پشتی‌ها به کیف‌دستی‌ها ترجیح داده می‌شوند.

بند سر شانه در کوله‌پشتی نیز وجود دارد. عرض بند سرشانه کوله‌پشتی و لایه گذاری مناسب آن اهمیت زیادی در سلامت استفاده‌کننده دارد.
کوله پشتی‌ها کاربرد بسیار گسترده‌ای دارند و در تمام سنین، برای کاربردهای مختلف مورد استفاده قرار می‌گیرند، در مدارس برای دانش آموزان مورد استفاده قرار می‌گیرد تا کتاب، دفتر و لوازم التحریر خود را در آن قرار داده و به راحتی حمل نمایند؛ در دانشگاه‌ها و مراکز آموزشی، برای استفاده‌های روزمره، در برنامه‌های طبیعت گردی و مسافرت‌های سبک، در کوهنوردی و انواع ورزش‌ها استفاده می‌شود.
به سفر گردشی با کوله‌پشتی، کوله‌گردی می‌گویند.
نکته‌ای که در خرید کوله باید به آن توجه کنید این است که علاوه بر کیفیت آن جهت تحمل وزن اشیا، باید خود کوله سبک باشد زیرا سنگینی بیش از حد آن باعث فشار به شانه‌ها و کمر می گردد.